# 마사 쿨리지
마사 쿨리지(Martha Coolidge, 1946년 8월 17일 ~ )는 미국의 영화 감독, 영화 편집자, 영화 프로듀서, 영화 각본가, 텔레비전 감독이다. 미국 감독 조합의 최초의 여성 조합장으로 2002년에서 2003년까지 재임했다.

## 작품 목록
- 밸리 걸 (1983)
- 시티 걸 (1984)
- 조이 오브 섹스 (1984)
- 21세기 두뇌 게임 (1985)
- 비밀 경찰 (1988)
- 넝쿨 장미 (1991)
- 사랑에 미쳐서 (1992)
- 용커스가의 사람들 (1993)
- 앤지 (1994)
- 세가지 소망 (1995)
- 미스터 룸바 (1997)
- 내 남자친구는 왕자님 (2004)
- 머터리얼 걸스 (2006)
- 트리뷰트 (2009)
- 뮤직, 워 앤 러브 (2019)